# Gastronomía de Trujillo (Perú)

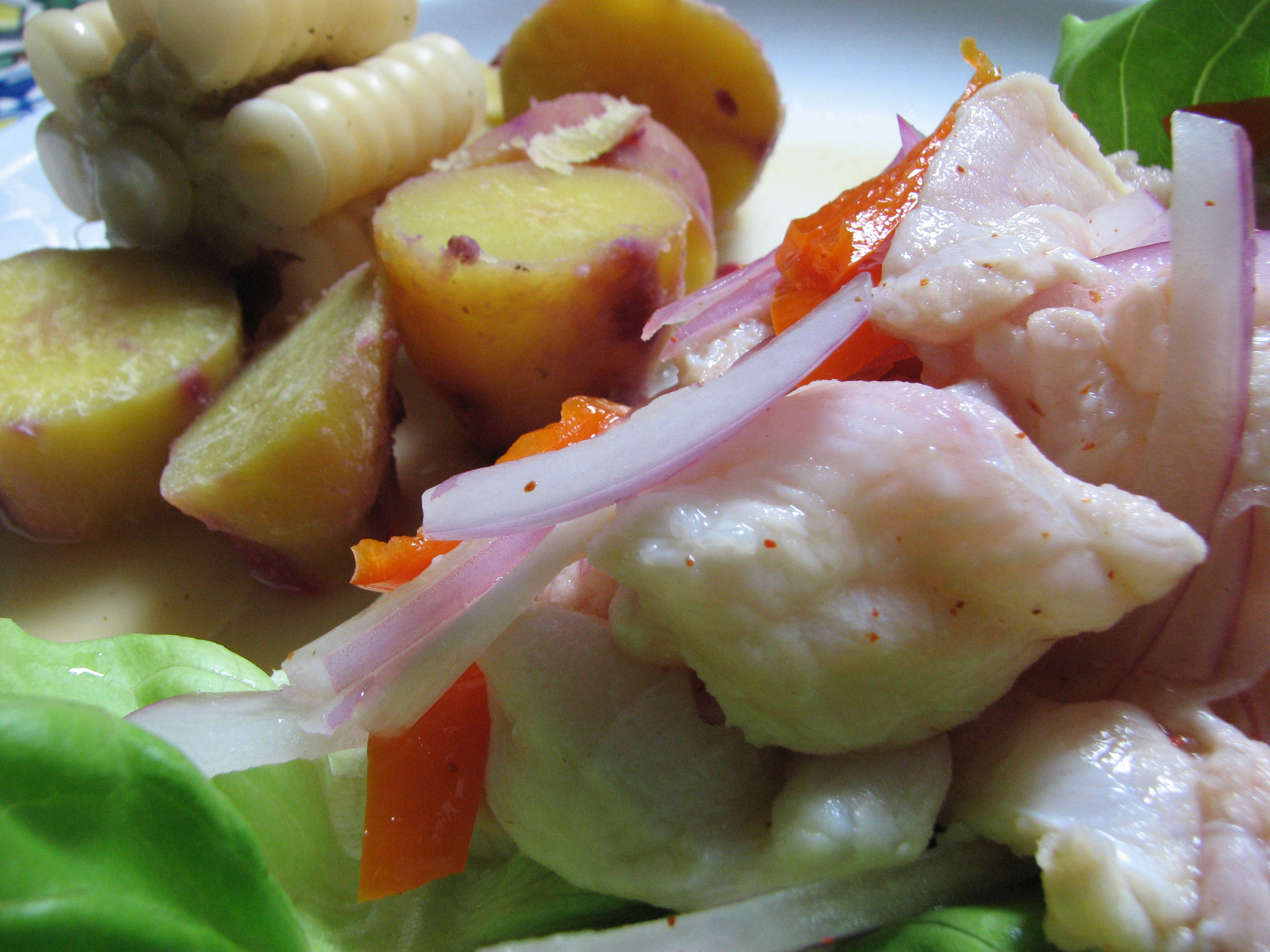
Típico plato de ceviche, Patrimonio Cultural de la Nación

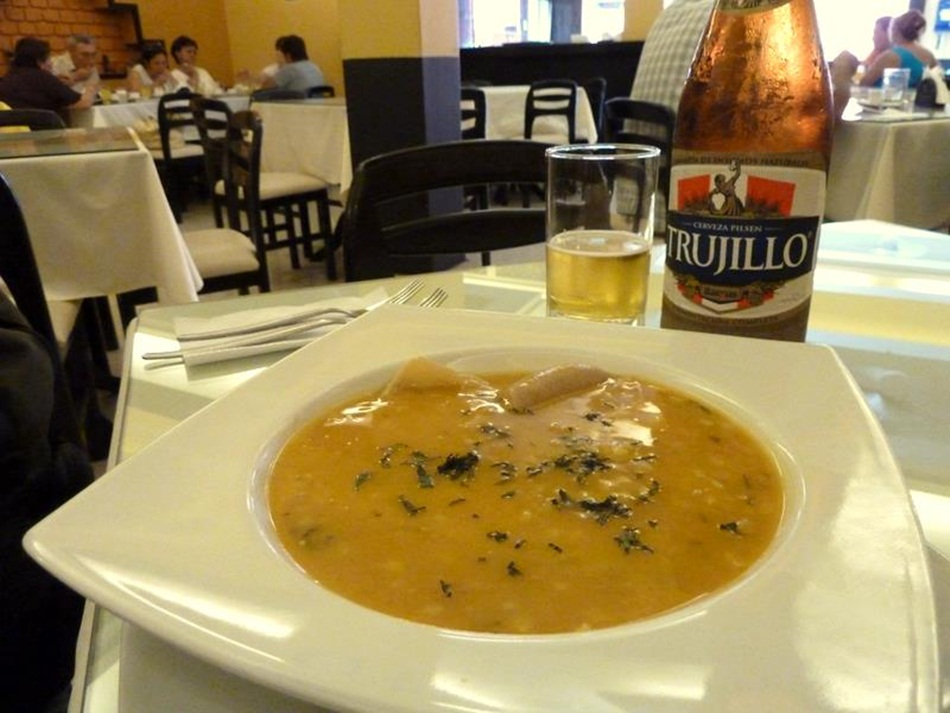
El shámbar, es un plato típico de la ciudad de Trujillo

La gastronomía trujillana se refiere al conjunto de platos típicos de la ciudad de Trujillo ubicada en el Departamento de La Libertad, en la costa norte peruana. Esta gastronomía presenta una diversificada cantidad de platos, en algunos casos de tradición milenaria; se preparan a base de pescados, mariscos, algas marinas, carnes, productos de la tierra, etc. Se contabilizan en más de un centenar los potajes típicos.[cita requerida] Los nombres de los platos de comida son casi siempre originales y hasta nativos. Actualmente, con el auge de la gastronomía peruana, se han establecido en la ciudad numerosos institutos superiores de gastronomía.

## Platos típicos
Entre los platos típicos más representativos destacan:
- Ceviche: Varias fuentes históricas afirman que este plato tuvo su origen hace aproximadamente 2000 años en la milenaria cultura Moche que tuvo su capital al sur de la ciudad de Trujillo. El plato se prepara a base de 5 ingredientes principales: filete de pescado cortado en trozos cocido con limón, cebolla, sal y ají limo o ají de Moche. El plato es añadido de una variedad de ingredientes a gusto, uno de los resultados de esta combinación es el cebiche mixto. Los pescados que pueden utilizarse son muy diversos e incluyen especies tanto de agua dulce como de mar, asimismo se incluyen otros frutos de mar como mariscos y algas marinas e incluso vegetales. El plato puede acompañarse a gusto de productos como camote, choclo, zarandaja, yuca, hojas de lechuga, yuyo, maíz tostado (denominado cancha), etc. Según fuentes históricas peruanas, el ceviche se habría originado en primer lugar en la cultura Moche, en el litoral de su actual territorio hace más de dos mil años.[1] Diferentes crónicas reportan que a lo largo de la costa peruana se consumía el pescado con sal y ají.[2] Este plato ha sido declarado Patrimonio Cultural de la Nación por el gobierno peruano.[3]

- Shámbar: Es una sopa a base de menestras también incluye jamón ahumado. Se acompaña con maíz tostado llamado cancha. En los restaurantes tradicionalmente se sirve los días lunes.

- Sopa teóloga: caldo de pava y/o gallina con pan remojado, papa, leche y queso, se prepara tradicionalmente en el distrito de Moche. Tiene su origen en los conventos de la época colonial.[4]

- Frejoles a la trujillana: frejoles negros con sésamo y ají mirasol.

- Pepián de pava: guiso de pavo con arroz, maíz tierno molido, culantro y ají. El término podría venir de la locución quechua pipuyan que significa “ya se hace espeso” —según el diccionario de Gonzales Holguín (1608)—, siendo ésta la característica principal de este plato.[4]

- Pescado a la trujillana: pescado al vapor con salsa de huevos y cebolla.

Otros platos destacados son: sopa de trigo, chicharrón de pescado, chicharrón de pollo, cangrejo reventado, tacu tacu con frejol canario, seco de ternero, ají de huevos, frito trujillano.

## Los alfajores de Trujillo
En Trujillo es típico la fabricación y consumo de una serie de dulces y alfajores tradicionales destacando el antiguamente denominado Alfajor de Trujillo que viene siendo fabricado por diversas dulcerías siendo la más conocida Dulcería Castañeda,[cita requerida] esta dulcería se ha constituido en una marca tradicional de dulces y alfajores en la ciudad; desde el año 1925 fabrican tradicionalmente diversos alfajores.

## Bebidas
Entre las bebidas típicas destaca la chicha de Moche, hecha a base de jora, la chicha de Magdalena de Cao, etc.
También es típica de la costa norte peruana la bebida gaseosa Cassinelli.